# Henri de Nesmond
Henri de Nesmond (Bordeaux, 27 gennaio 1655 – Tolosa, 27 maggio 1727) è stato un arcivescovo cattolico francese.

## Biografia
Henri de Nesmond proveniva dalla famiglia Nesmond, originaria di Bordeaux, membri del parlamento di Bordeaux e del parlamento di Parigi. Suo padre era Henri de Nesmond (fl. 1600-1651) presidente del parlamento di Bordeaux e sua madre Marie Tarneau. Era il terzo dei loro 6 figli.

### Carriera ecclesiastica
Henri de Nesmond studiò all'Università di Parigi, dove conseguì il master in lettere nel 1676, la laurea in teologia nel 1682 e il dottorato nel luglio dello stesso anno. Viene anche ordinato sacerdote nel 1682. Ottiene la dignità di predicatore durante la Quaresima e l'Avvento a corte. Fu nominato abate commendatario dell'abbazia di Saint-Pierre Chézy nella diocesi di Soissons nel 1682 con le dimissioni di suo cugino, vescovo di Bayeux. Fu nominato vescovo di Montauban nel 1687, ma amministrò la diocesi come vicario capitolare fino all'ottobre del 1692. Fu consacrato il 24 maggio 1693 dal vescovo di Viviers, Charles-Antoine de La Garde de Chambonas.
Nell'agosto del 1703 fu trasferito all'arcidiocesi di Albi e confermato il 12 novembre nella sua nuova diocesi da papa Clemente XI. Mostrò mitezza verso i calvinisti albigesi. Consigliere del parlamento di Tolosa nel 1695, fu infine promosso arcivescovo di Tolosa nel novembre del 1719 e confermato il 14 gennaio 1722. Nel 1712 ricevette in commenda l'abbazia di Mas-Grenier e alla sua morte lasciò in eredità la propria fortuna agli ospedali.
Secondo Jean Le Rond D'Alembert, «il suo reddito era proprio quello dei poveri; lo condivideva con loro o glielo lasciava. [...] I suoi discorsi e le sue prediche brillano poco per le qualità letterarie; di solito sono scritti con noncuranza; Tuttavia, non mancano di una certa semplicità e di una nobile grazia peculiare degli uomini del mondo che si vantano delle belle lettere».
Fu eletto membro dell'Accademia di Francia nel 1710 alla presidenza di Esprit Fléchier e manutentore dell'Académie des Jeux floraux nel 1721.

## Opere
- (FR) Discours et sermons, Nabu Press, 2012  [1734], ISBN 978-1273522727.
- (FR) Œuvres de Monsieur de Nesmond, archevêque de Toulouse, de l'Académie française (1754)

## Genealogia episcopale e successione apostolica
La genealogia episcopale è:
- Cardinale Ottone di Waldburg
- Vescovo Cristoforo Scotti
- Vescovo Jean de Tulles
- Vescovo Antoine de Cros
- Vescovo Louis-François de La Baume de Suze
- Vescovo Charles-Antoine de la Garde de Chambonas
- Arcivescovo Henri de Nesmond

La successione apostolica è:
- Vescovo Honoré Quiqueran de Beaujeu (1705)
- Vescovo Edme Mongin (1725)
- Vescovo Charles du Plessis d'Argentré (1725)